# Heliothraupis oneilli
Heliothraupis oneilli — вид горобцеподібних птахів з родини саякових (Thraupidae). Описаний у 2021 році.

## Поширення
Вид поширений в регіоні Юнга в західній Болівії та південному Перу. Розмножується в листопадних лісах і, ймовірно, залежить від бамбука та бамбукових трав, таких як рід Guadua. У період поза сезоном розмноження він мешкає на переході між тропічним дощовим лісом і хмарним лісом.